# Con una rosa
Con una rosa è un singolo di Vinicio Capossela, pubblicato dalla CGD EAST WEST nel 2000.

## Il disco
La canzone è tratta dall'album Canzoni a manovella ed è l'unica traccia del CD singolo.
Tracce
1. Con una rosa - 5:54

## Il brano
Il testo è ispirata alla fiaba L'usignolo e la rosa di Oscar Wilde.
Nel 2009 Giusy Ferreri ne ha realizzato una cover, inclusa nel suo album Fotografie.